# Saint-Étienne-de-Boulogne
Saint-Étienne-de-Boulogne is een gemeente in het Franse departement Ardèche (regio Auvergne-Rhône-Alpes) en telt 297 inwoners (1999). De plaats maakt deel uit van het arrondissement Largentière.

## Geografie
De oppervlakte van Saint-Étienne-de-Boulogne bedraagt 15,0 km², de bevolkingsdichtheid is 19,8 inwoners per km².

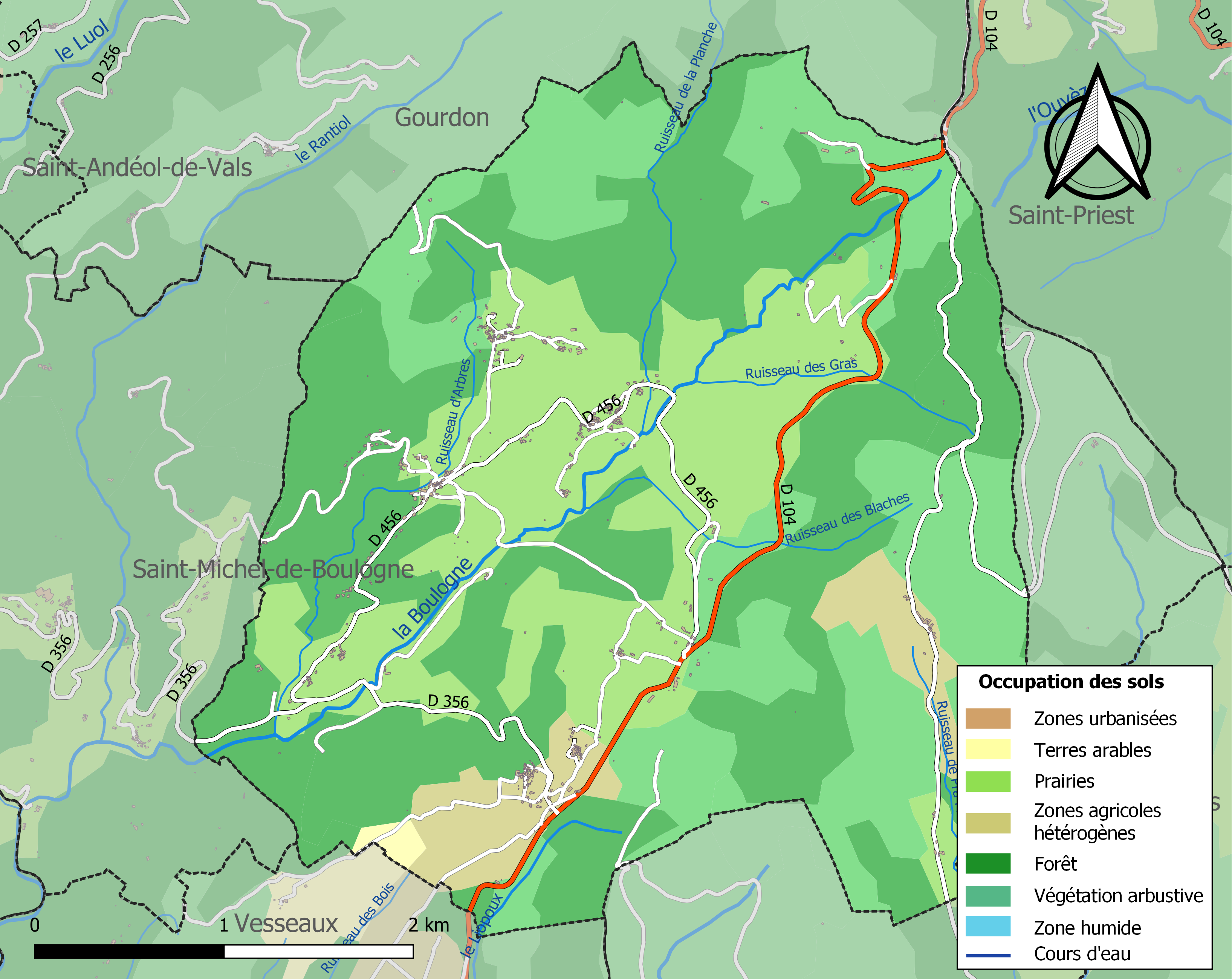
Kaart van de gemeente met belangrijkste infrastructuur, bodemgebruik en omliggende gemeenten

## Demografie
Onderstaande figuur toont het verloop van het inwonertal (bron: INSEE-tellingen).

Vanwege een beveiligingsprobleem met de MediaWiki Graph-software is het momenteel niet mogelijk deze grafiek weer te geven. Zodra de software is bijgewerkt zal de grafiek vanzelf weer zichtbaar worden.